# アロプリノール
アロプリノール（Allopurinol）は、痛風・高尿酸血症治療薬。ヒポキサンチンの構造異性体で、キサンチンオキシダーゼの阻害活性を有する。体内での尿酸の産生を抑制し、高尿酸血症を改善することにより痛風発作の発生を予防する。日本ではザイロリック（製造発売元はグラクソ・スミスクライン）などの商品名で販売されている。

## 効能・効果
下記の場合における高尿酸血症の是正
- 痛風、高尿酸血症を伴う高血圧症

適応症ではないが、尿酸排泄亢進による低尿酸血症の治療にも用いられることがある。尿酸排泄亢進により尿酸尿路結石をきたすことがあるためである。

## 用法・用量
日本では、通常、成人はアロプリノールとして1日量200〜300mgを食後に経口服用する。年齢、症状により適宜増減する。
米国では、成人では尿酸値を正常か正常に近いレベルになるように用量を調節する。痛風に対しては通常、1日量100mgから開始し、徐々に増量する。通常の痛風における用量は1日量200〜300mg、ひどい痛風には1日量400〜600mgで1日量800mgまで増量が可能である。

## 作用機序
高尿酸血症に対する尿酸コントロール薬は尿酸合成阻害を行うものと、尿酸排泄促進を行うものに分かれるが、アロプリノールは前者に分類される。
尿酸はプリンヌクレオチドから様々な過程を経て、最終的に尿酸となるが、その過程にはキサンチンオキシダーゼという酵素が関与する。アロプリノールはキサンチンオキシダーゼの活性を阻害することにより、人体内でヒポキサンチンからキサンチンを経由して尿酸を産生するのを抑制し、血中や尿中の尿酸値を低下させる。
アロプリノールは体内に入ると即座にオキシプリノールへと代謝される。生物学的半減期は約1時間と短く、対してオキシプリノールの半減期は約17～30時間であるため、アロプリノールを投与したときの効能は実際はオキシプリノールによるものだと考えられている。

## 特徴
- アロプリノール投与により心血管イベントが減少したとの報告がある[3]。
- 高齢者高血圧患者において、アロプリノール投与群は非投与群と比べ、脳卒中・心筋梗塞・急性冠症候群などの心血管リスクの低下が認められた[4]。
- アロプリノール投与により腎臓における糸球体濾過量が増加したとの報告がある[3][5]。
- アロプリノールにより狭心症、心不全マーカーであるBNPの改善がみられるという報告がある[6]。
- アロプリノールは2型糖尿病患者において、左室肥大を退縮させた[7]。
- 日本において、アロプリノールはスティーブンス・ジョンソン症候群・中毒性表皮壊死症の原因薬剤としては次点にある（最も報告例が多いのはラミクタール）。
- 台湾においてアロプリノール致死的過敏症のリスク因子は、女性・60歳以上・腎疾患・心疾患・無症候性高尿酸血症であった[8]。

## 副作用
- 厚生労働省は2016年11月22日、アロプリノールの使用上の注意に対し、重大な副作用の項に「薬剤性過敏症症候群」の追記を求める改訂指示を出した。直近3年度の国内副作用症例で、同症候群に伴う1型糖尿病発症例が2例あったことなどを受けた措置。医薬品医療機器総合機構（PMDA）が情報を伝えた。同薬の重大な副作用の項にはすでに過敏症症候群の記載があるが、改訂ではこれを薬剤性過敏症症候群に改める。さらに、1型糖尿病（劇症1型糖尿病を含む）を発症し、ケトアシドーシスに至った例も報告されている旨も追記する。報告された薬剤性過敏症症候群に伴う1型糖尿病関連症例は2例で、このうち1例はアロプリノールとの因果関係が否定できなかった。2例はいずれも死亡したが、副作用が直接死亡の原因とはされていない。

## 歴史
バロウズ・ウェルカム社(現在のグラクソ・スミスクライン社)のジョージ・ヒッチングズ，ガートルード・エリオン率いるチームは、白血病を対象とした核酸代謝拮抗剤の研究を行っていた。彼らは6-MPを白血病治療薬として開発した。その後、1956年アロプリノールを開発した。他にも核酸代謝に関わるアザチオプリン（免疫抑制剤），アシクロビル（抗ヘルペスウイルス薬）などを開発した。これらの功績を称えられ，ヒッチングズとエリオンは1988年，ノーベル生理学・医学賞を授与された。